# Nikon Film Festival
 (novembre 2021).
Si vous disposez d'ouvrages ou d'articles de référence ou si vous connaissez des sites web de qualité traitant du thème abordé ici, merci de compléter l'article en donnant les références utiles à sa vérifiabilité et en les liant à la section « Notes et références ».
Le Nikon Film Festival est un festival de cinéma de très courts-métrages organisé par Nikon France. Créé en 2009, il récompense annuellement à Paris les jeunes talents du cinéma à travers diverses catégories de prix. Le festival vise à encourager la créativité et l'innovation dans le domaine du cinéma en fournissant un espace pour les réalisateurs émergents et les cinéastes passionnés. 
Depuis ses débuts, le Nikon Film Festival a gagné en notoriété et en popularité, attirant chaque année un nombre croissant de participants et de spectateurs. Le festival est devenu un rendez-vous incontournable pour les cinéphiles et les amateurs de cinéma indépendant, offrant une plateforme unique pour présenter des histoires captivantes[non neutre], des idées originales et des talents prometteurs, qu'ils soient amateurs ou professionnels.

## Présentation
Le concept est de réaliser un film court de 2 minutes et 20 secondes sur un thème imposé chaque année. La participation est accessible à tous et l'inscription gratuite se fait sur le site officiel du festival. Le jury, composé de professionnels du cinéma, des médias et de l'image décerne les prix remis chaque année. En parallèle, les films en compétition sont soumis aux votes du public pendant toute la durée du festival.

## Historique
Canal+ offre depuis 2015 une diffusion TV aux lauréats du festival et un pré-achat de projet pour permettre la création d'un nouveau court-métrage.
Depuis 2019, le Centre National du Cinéma et de l'Image Animée (CNC) soutient la création vidéo à travers ce festival en offrant deux bourses de résidence CNC à destination du Grand Prix du Jury et du Prix de la Mise en Scène pour permettre le développement d'un nouveau projet. Les auteurs des 50 films finalistes sont également éligibles au « CNC Talent » qui est une aide à la création sur internet.
Pour sa 10e édition en 2020, la cérémonie de remise de prix qui devait avoir lieu au Grand Rex a été annulée en raison du confinement lié au Covid-19. Le 13 mars 2020, une annonce des prix a été diffusée en direct sur Youtube[source secondaire souhaitée].
Le 4 novembre 2020, le président du jury Éric Judor lance la 11e édition du Nikon Film Festival qui s'est déroulée exclusivement en ligne en raison de la situation sanitaire.

## Éditions

### Édition 2011,Je suis un héros
Thématique de la 1re édition : Je suis un héros. Composé du jury de : François Ozon (Président).
- Grand Prix du Jury : Je suis ton héroïne de Pierre-André Le Leuch ;
- Prix du Public : Je suis ton héroïne de Pierre-André Le Leuch.

### Édition 2012,Je suis l'avenir
Thématique de la 2e édition : Je suis l'avenir. Composé du jury de : Julie Gayet (Présidente).
- Grand Prix du Jury : Je suis une comédie de Tristan Sébenne ;
- Prix du Public : Je suis sans voix de Gregory Chollet.

### Édition 2013,Je suis fan
Thématique de la 3e édition : Je suis fan. Composé du jury de : Viriginie Ledoyen (Présidente), Stéphanie Dugas, Pascale Faure, Élisha Karmitz, Guillemette Odicino et Éric Wokcik.
- Grand Prix du Jury : Je suis prête de Paul Lapierre (Collectif Clap) ;
- Prix du Public : Je suis fan de grand écran de Marcio Darocha.

### Édition 2014,Je suis un souvenir
Thématique de la 4e édition : Je suis un souvenir. Composé du jury de : Charles Berling (Président), Ludovic Drean, Pascale Faure, Élisha Karmitz, Guillemette Odicino et Éric Wokcik.
- Grand Prix du Jury : Je suis un vague souvenir de Romain Quirot ;
- Prix de la Meilleure Réalisation : Je suis indélébile de Kévin Lameta ;
- Prix des Écoles : Je suis une rencontre de Thibaut Buccellato ;
- Prix du Public : Je suis un emmerdeur de Julien Avèque.

### Édition 2015,Je suis un choix
Thématique de la 5e édition : Je suis un choix. Composé du jury de : Michel Hazanavicius (Président), Ludovic Drean, Pascale Faure, Élisha Karmitz, Guillemette Odicino et Éric Wokcik.
- Grand Prix du Jury : Je suis l'ombre de mes envies de David Merlin Dufey ;
- Prix Canal+ : Je suis une moustache de Vincent De Oliveira ;
- Prix de la Meilleure Réalisation : Je suis à l'heure d'Isabelle Quintard et Fabien Motte ;
- Prix des Écoles : Je suis tambour battant d'Antoine Martin ;
- Prix du Public : Je suis à l'heure d'Isabelle Quintard et Fabien Motte ;
- Mention Spéciale du Jury : Je suis un migrant de David Bouttin.

### Édition 2016,Je suis un geste
Thématique de la 6e édition : Je suis un geste. Composé du jury de : Jacques Gamblin (Président), Cyril Barthet, Ludovic Drean, Éric Guichard, Pascale Faure, Cyprien Iov, Élisha Karmitz, Stéphane Leblanc, Guillemette Odicino et Éric Wokcik.
- Grand Prix du Jury : Je suis une poignée de main historique réalisé par Aurélien Laplace
- Prix Canal+ : Je suis un réflexe de Zulma Rouge ;
- Prix de la Mise en Scène : Je suis Tunisie 2045 de Ted Hardy-Carnac ;
- Prix des Écoles : Je suis le premier pas de David Noblet ;
- Prix du Public : Je suis le machisme ordinaire de Fabrice Roulliat ;
- Mention Spéciale du Jury : Je suis en résonance d'Alexis Loukakis.

### Édition 2017,Je suis une rencontre
Thématique de la 7e édition : Je suis une rencontre. Composé du jury de : Cédric Klapisch (Président), Lisa Azuelos, Kyan Khojandi, Pascale Faure, Guillemette Odicino, Éponine Momenceau, Élisha Karmitz, Stéphane Leblanc, Éric Wokcik et Alexandre Dino.
- Grand Prix du Jury : Je suis ton meilleur ami réalisé par David Chausse et Ambroise Sabbagh ;
- Prix Canal+ : Je suis une biche réalisé par Noémie Merlant ;
- Prix de la Mise en Scène : Je suis à l'endroit de Florence Fauquet et Émilie de Monsabert ;
- Prix des Médias : Je suis branché(s) de Sophie Martin et William K ;
- Prix des Écoles : Je suis une date de Félicien Forest ;
- Prix du Public : Je suis enchanté de « Collectif OA » ;
- Mention Spéciale du Jury : Je suis célibataire d'Emmanuelle Fourault.

### Édition 2018,Je suis un cadeau
Thématique de la 8e édition : Je suis un cadeau. Composé du jury de : Emmanuelle Bercot (Présidente), Pierre Niney, Marie Gillain, Hugo Gélin, Noémie Merlant, Pascale Faure, Guillemette Odicino, Élisha Karmitz, Thierry Chèze et Alexandre Dino.
- Grand Prix du Jury : Je suis une blessure de Léo Bigiaoui et Antonin Archer ;
- Prix Canal+ : Je suis utile de Sarah Hafner ;
- Prix de la Mise en Scène : Je suis une fleur de Léo Grandperret ;
- Prix de la Meilleure Photographie : Je suis à vous de Matthieu Ponchel et Princia Car ;
- Prix des Médias : Je suis timide de Thomas Scohy ;
- Prix d'Interprétation Féminine : Nouritza Emmanuelian pour Je suis mes 8 ans de Nouritza Emmanuelian ;
- Prix d'Interprétation Masculine : Marc Riso pour Je suis la clé du problème d'Eden Ducourant et Gabin Ducourant ;
- Prix du Meilleur Son : Je suis une blessure de Léo Bigiaoui ;
- Prix des Écoles : Je suis 10 euros de Florent Hill et Nicolas Moneuse ;
- Prix du Public : Je suis le coup de foudre de Maud Bettina-Marie.

### Édition 2019,Le partage
Thématique de la 9e édition : Le partage. Composé du jury de : Marjane Satrapi (Présidente), Pio Marmaï, François Civil, Alice Isaaz, Louane Emera, Pascale Faure, Guillemette Odicino, Élisha Karmitz, Thierry Chèze et Alexandre Dino.
- Grand Prix du Jury : Partage de Marc Riso et Johann Dionnet ;
- Prix Canal+ : Je suis si loin de Léo Grandperret ;
- Prix de la Mise en Scène : Je suis si loin de Léo Grandperret ;
- Prix de la Meilleure Photographie : Je suis de trop de Maxime Baudin ;
- Prix des Médias : Je suis nous de Noé Depoortere ;
- Prix d'Interprétation Féminine : Charlie Bruneau pour Samedi en quinze de Yannick Privat ;
- Prix d'Interprétation Masculine : Victor Steil pour Je suis avec eux de Matthieu Ponchel et Princia Car ;
- Prix du Meilleur Son : Virale de Sophie Jarmouni ;
- Prix des Écoles : Je suis l'apache de Léonie Violain ;
- Prix du Public : Je suis la vie d'Adrien Favre.

### Édition 2020,Une génération
Thématique de la 10e édition : Une génération. Composé du jury de : Cédric Klapisch (président du jury), Thierry Chèze, Jonathan Cohen, Alexandre Dino, Pascale Faure, Ana Girardot, Eye Haïdara, Julien Neutres, Guillemette Odicino et Rod Paradot.
- Grand Prix du Jury : Yiorgos de Lily Papamiltiades et Marion Grépin ;
- Mention spéciale du Jury : Je suis Désiré de Julien Glòries ;
- Prix Canal+ : Pussy Boo de Rémi Parisse ;
- Prix de la Mise en Scène : Black Blanc Beur de Matthieu Ponchel et Princia Car ;
- Prix de la Meilleure Photographie : Lovers d'Alexandre Brisa ;
- Prix des Médias : Yiorgos de Lily Papamiltiades et Marion Grépin ;
- Prix d'Interprétation Féminine : Pénélope Rose pour Spooning de Sarah Heitz-de-Chabaneix ;
- Prix d'Interprétation Masculine : Guillaume Duhesmes pour Spooning de Sarah Heitz-de-Chabaneix ;
- Prix du Meilleur Son : Nomophobia de Sébastien Maggiani ;
- Prix des Écoles : Les temps modernes du « collectif JAM » ;
- Prix du Public : Je suis une berceuse de Franck Marchand.

### Édition 2021,Un jeu
Thématique de la 11e édition : Un jeu. Composé du jury de : Éric Judor (président du jury), Alice Belaïdi, Louise Bourgoin, Nathalie Chéron, Thierry Chèze, Jonathan Cohen, Alexandre Dino, Maïmouna Doucouré, Pascale Faure, Reda Kateb, Julien Neutres et Guillemette Odicino.
- Grand Prix du Jury : Fier de toi mon fils de Florian Delhormeau ;
- Mention spéciale du Jury : La vie c’est pas un jeu de Quentin Ménard ;
- Prix International : Graffiti de Julien Blanche & Nollan Larroque.

- Prix de la Mise en Scène :
  - Le bon rôle de Julien Carpentier ;
  - Calza de Marc Allal.

- Prix de la Meilleure Photographie : Caché ou pas de Pascale Mompez ;
- Prix des Médias : Le coucou de Louise Chauvet.

- Prix d'Interprétation Féminine :
  - Pauline Romane pour Amour ;
  - Jessica Anneet pour Calza de Marc Allal.

- Prix d'Interprétation Masculine :
  - Serge Da Silva pour Un bug ;
  - Samir Decazza pour Le bon rôle de Julien Carpentier.

- Prix du Scénario : Top départ d'Olivier Cavellat ;
- Prix du Meilleur Son : Le coucou de Louise Chauvet ;
- Prix des Écoles : Invisible d'Alexia Hanicotte ;
- Coup de cœur Engie : La notice de Tom Bartowicz ;
- Prix du Public : Case dép’ d'Alexandre Marinelli.

### Édition 2022,Un rêve
Thématique de la 12ᵉ édition : Un rêve. Composé du jury de : Gilles Lellouche (président du jury), Aïssa Maïga, Augustin Trapenard, Audrey Diwan, Pierre Lescure, Judith Chalier, Pascale Faure, Julien Neutres, Clara Runaway, Alexandre Dino et Lyna Koudri. 
- Grand Prix du Jury : Nourrir les cygnes de Christophe Ideal ;
- Mention spéciale du Jury : Deux heures par semaine de Mathilde de la Musse ;
- Prix International : Mode-express de Manon Talva & Louis Lecointre ;
- Prix de la Mise en Scène : Spoon de Arthur Chays ;
- Prix de la Meilleure Photographie : Dans ses yeux  d'Adrien Parmentier ;
- Prix de la Critique : Sweet Dreams de Benjamin Ifrah ;
- Prix d'Interprétation Féminine : Delphine Théodore pour L'augmentation de Régis Granet ;
- Prix d'Interprétation Masculine : Oscar Copp pour Rêves party d'Amélie Prévot & Marion Christmann ;
- Prix du Scénario : Rêves party d'Amélie Prévot & Marion Christmann ;
- Prix du Meilleur Son : Jean Chambre de Renaud Chateauroux & Marc Riso ;
- Prix des Écoles : Alex d'Aretha Iskandar & Edouard Lemiale ;
- Prix du Public : Les rêves lucides de Paul Deby.

### Édition 2023,Le nombre 13
Thématique de la 13ᵉ édition : Le nombre 13. Composé du jury de : Alexandre Astier (président du jury), Pïo Marmai, Caroline Anglade, Mariama Gueye, Luciole, François Descraques, Maud Chalard, Romain Quirot, Guillemette Odicino, David Betrand, Jean-Marie Dreujou, Pascale Faure, et Alexandre Dino.

### Édition 2024,Le feu
Thématique de la 14ᵉ édition : Le feu. Composé du jury de : Quentin Dupieux (Président du Jury)